# Copa Polla Gol 1982
La Copa Chile-Polla Gol 1982 fue la 12º versión del clásico torneo de copa entre clubes de Chile, participaron todos los clubes de la Primera División chilena de ese año, simultáneamente se desarrolló el mismo tipo de torneo para la Segunda División (actual Primera B). 
Fue dirigido por la Asociación Central de Fútbol y se disputó como un campeonato de apertura al torneo nacional, finalizó el 10 de junio de 1982, coronándose campeón, Colo-Colo, que ganó la liguilla final por el título.
Los 16 equipos en la primera fase jugaron en un formato consistente en tres grupos: dos conformados con cinco equipos cada uno y uno con seis equipos.  Adicionalmente al sistema de puntuación establecido universalmente para los equipos que disputan un partido, (dos puntos al equipo vencedor, un punto a cada equipo en el empate y sin puntos para el equipo perdedor), se establece para este torneo que el equipo vencedor que convierte 4 o más goles obtiene la bonificación de un 1 punto extra y los empates sin goles convertidos, (cero a cero), se castigan sin puntaje  
Al término de dos ruedas de competencia, los equipos posicionados en los dos primeros lugares de cada grupo, junto con dos mejores rendimientos de los tres equipos clasificados en tercer lugar, accedían y se enfrentaban en partidos de cuartos de final, en confrontaciones de ida y vuelta. 
Para competir por el título de campeón los cuatro equipos ganadores en la etapa de cuartos de final se enfrentan una liguilla definitoria. Torneo cuadrangular todos contra todos, con la estadística de los resultados reflejada en una tabla con puntaje
El campeón obtiene dos puntos de bonificación para el campeonato nacional, mientras que los otros tres finalistas obtienen un punto.

## Primera fase
Pos = Posición; PJ = Partidos jugados; PG = Partidos ganados; PE = Partidos empatados; PP = Partidos perdidos; GF = Goles a favor; GC = Goles en contra; Dif = Diferencia de gol; P Bon = Puntos bonificación; E S/Pt = Empates sin puntos; Pts = Puntos 

### Grupo 1
| Pos | Equipo             | PJ | PG | PE | PP | GF | GC | Dif | P Bon | E S/Pt | Pts |
| --- | ------------------ | -- | -- | -- | -- | -- | -- | --- | ----- | ------ | --- |
| 1   | Deportes Iquique   | 8  | 4  | 4  | 0  | 17 | 8  | 9   | 2     | 1      | 13  |
| 2   | Cobreloa           | 8  | 4  | 2  | 2  | 17 | 8  | 9   | 2     | 0      | 12  |
| 3   | Deportes Arica     | 8  | 3  | 4  | 1  | 18 | 12 | 6   | 2     | 0      | 12  |
| 4   | Regional Atacama   | 8  | 2  | 2  | 4  | 13 | 19 | -6  | 1     | 1      | 6   |
| 5   | Deportes La Serena | 8  | 1  | 0  | 7  | 8  | 26 | -18 | 0     | 0      | 2   |

### Grupo 2
| Pos | Equipo           | PJ | PG | PE | PP | GF | GC | Dif | P Bon | E S/Pt | Pts |
| --- | ---------------- | -- | -- | -- | -- | -- | -- | --- | ----- | ------ | --- |
| 1   | Magallanes       | 8  | 6  | 0  | 2  | 19 | 8  | 11  | 2     | 0      | 14  |
| 2   | O'Higgins        | 8  | 3  | 4  | 1  | 16 | 12 | 4   | 2     | 0      | 12  |
| 3   | Naval            | 8  | 3  | 3  | 2  | 15 | 15 | 0   | 1     | 0      | 10  |
| 4   | Rangers          | 8  | 2  | 3  | 3  | 18 | 20 | -2  | 2     | 0      | 9   |
| 5   | Santiago Morning | 8  | 0  | 2  | 6  | 9  | 22 | -13 | 0     | 0      | 2   |

### Grupo 3
| Pos | Equipo               | PJ | PG | PE | PP | GF | GC | Dif | P Bon | E S/Pt | Pts |
| --- | -------------------- | -- | -- | -- | -- | -- | -- | --- | ----- | ------ | --- |
| 1   | Universidad de Chile | 10 | 5  | 4  | 1  | 15 | 7  | 8   | 0     | 2      | 12  |
| 2   | Colo-Colo            | 10 | 5  | 1  | 4  | 15 | 9  | 6   | 2     | 1      | 12  |
| 3   | Universidad Católica | 10 | 5  | 2  | 3  | 17 | 17 | 0   | 1     | 1      | 12  |
| 4   | Unión Española       | 10 | 3  | 4  | 3  | 12 | 12 | 0   | 0     | 1      | 9   |
| 5   | Audax Italiano       | 10 | 3  | 1  | 6  | 15 | 23 | -8  | 1     | 0      | 8   |
| 6   | Palestino            | 10 | 2  | 2  | 6  | 11 | 17 | -6  | 0     | 1      | 5   |

|  | Clasificados a cuartos de final |

## Cuartos de final
| 20 de mayo de 1982, | Cobreloa                                                                             | 5:1' | Magallanes         | Estadio Municipal de Calama,, Calama                       |                                                            |
|                     | Rubén Gómez 17' · Luis Ahumada 40' · Washington Olivera 53' · Jorge Siviero 55'; 79' |      | Luis Marcoleta 62' | Asistencia: 4.582 espectadores Árbitro(s): Guillermo Budge | Asistencia: 4.582 espectadores Árbitro(s): Guillermo Budge |

| 23 de mayo de 1982, | Magallanes            | 1:2' | Cobreloa               | Estadio Vulco de San Bernardo,, San Bernardo                     |                                                                  |
|                     | Benedicto Pereira 90' |      | Jorge Siviero 19'; 37' | Asistencia: 1.176 espectadores Árbitro(s): Juan Silvagno Cavanna | Asistencia: 1.176 espectadores Árbitro(s): Juan Silvagno Cavanna |

Clasifica Cobreloa tras ganar 7-2 en el Global
| 20 de mayo de 1982, | Deportes Arica | 1:4' | Colo-Colo                                               | Estadio Carlos Dittborn, Arica                            |                                                           |
|                     | Leal 57'       |      | González 14' · Houseman 40' · Saavedra 70' · Osorio 75' | Asistencia: 13.068 espectadores Árbitro(s): Gastón Castro | Asistencia: 13.068 espectadores Árbitro(s): Gastón Castro |

| 23 de mayo de 1982, | Colo-Colo                         | 2:1' | Deportes Arica    | Estadio Nacional, Santiago                                |                                                           |
|                     | Julio Osorio 50' · Ramón Ríos 89' |      | Jorge Cabrera 46' | Asistencia: 29.817 espectadores Árbitro(s): Enrique Marín | Asistencia: 29.817 espectadores Árbitro(s): Enrique Marín |

Clasifica Colo-Colo tras ganar 6-2 en el Global
| 20 de mayo de 1982, | O'Higgins  | 1:1' | Universidad de Chile | Estadio El Teniente de Rancagua, Rancagua             |                                                       |
|                     | Burgos 35' |      | Liminha 87'          | Asistencia: 5.335 espectadores Árbitro(s): Mario Lira | Asistencia: 5.335 espectadores Árbitro(s): Mario Lira |

| 23 de mayo de 1982, | Universidad de Chile | 1:0' | O'Higgins | Estadio Nacional, Santiago                               |                                                          |
|                     | Liminha 13'          |      |           | Asistencia: 29.817 espectadores Árbitro(s): Víctor Ojeda | Asistencia: 29.817 espectadores Árbitro(s): Víctor Ojeda |

Clasifica Universidad de Chile tras ganar 2-1 en el Global
| 20 de mayo de 1982, | Universidad Católica                     | 2:1' | Deportes Iquique | Estadio Santa Laura, Santiago                             |                                                           |
|                     | Gino Valentini 31' · Osvaldo Hurtado 52' |      | Herrera 16'      | Asistencia: 2.557 espectadores Árbitro(s): Sergio Vásquez | Asistencia: 2.557 espectadores Árbitro(s): Sergio Vásquez |

| 23 de mayo de 1982, | Deportes Iquique | 0:1' | Universidad Católica    | Estadio Mundial de Iquique, Iquique                     |                                                         |
|                     |                  |      | Miguel Michelagnoli 60' | Asistencia: 8.243 espectadores Árbitro(s): Hernán Silva | Asistencia: 8.243 espectadores Árbitro(s): Hernán Silva |

Clasifica Universidad Católica 3-1 en el Global

## Liguilla final

### Clasificación final
| Pos | Equipo               | PJ | PG | PE | PP | GF | GC | Dif | Pts |
| --- | -------------------- | -- | -- | -- | -- | -- | -- | --- | --- |
| 1   | Colo-Colo            | 3  | 3  | 0  | 0  | 6  | 1  | 5   | 6   |
| 2   | Universidad Católica | 3  | 1  | 1  | 1  | 3  | 3  | 0   | 3   |
| 3   | Universidad de Chile | 3  | 1  | 0  | 2  | 2  | 5  | -3  | 2   |
| 4   | Cobreloa             | 3  | 0  | 1  | 2  | 1  | 3  | -2  | 1   |

Fecha 1
| 30 de mayo de 1982 | Universidad Católica   | 2:0' | Universidad de Chile | Estadio Nacional, Santiago                                    |                                                               |
|                    | Gino Valentini 8', 20' |      |                      | Asistencia: 28.766 espectadores Árbitro(s): Hernán Silva Arce | Asistencia: 28.766 espectadores Árbitro(s): Hernán Silva Arce |

| 30 de mayo de 1982, | Colo-Colo             | 1:0' | Cobreloa | Estadio Nacional, Santiago                               |                                                          |
|                     | José Luis Álvarez 85' |      |          | Asistencia: 28.766 espectadores Árbitro(s): Víctor Ojeda | Asistencia: 28.766 espectadores Árbitro(s): Víctor Ojeda |

Fecha 2
| 5 de junio de 1982 | Universidad Católica | 1:1' | Cobreloa         | Estadio Nacional, Santiago                             |                                                        |
|                    | Juvenal Olmos 78'    |      | Luis Ahumada 89' | Asistencia: 17.220 espectadores Árbitro(s): Mario Lira | Asistencia: 17.220 espectadores Árbitro(s): Mario Lira |

| 5 de junio de 1982 | Colo-Colo                                                            | 3:1' | Universidad de Chile | Estadio Nacional, Santiago                                        |                                                                   |
|                    | Severino Vasconcelos 43' · René Houseman 70' · José Luis Álvarez 80' |      | Marcelo Silva 20'    | Asistencia: 17.220 espectadores Árbitro(s): Juan Silvagno Cavanna | Asistencia: 17.220 espectadores Árbitro(s): Juan Silvagno Cavanna |

Fecha 3
| 10 de junio de 1982 | Universidad de Chile | 1:0' | Cobreloa | Estadio Nacional, Santiago                                 |                                                            |
|                     | Liminha              |      |          | Asistencia: 3.331 espectadores Árbitro(s): Guillermo Budge | Asistencia: 3.331 espectadores Árbitro(s): Guillermo Budge |

| 10 de junio de 1982 | Colo-Colo                                           | 2:0'    | Universidad Católica | Estadio Nacional, Santiago                                |                                                           |
|                     | Pablo Yoma 14' (autogol) · Severino Vasconcelos 65' | Reporte |                      | Asistencia: 3.331 espectadores Árbitro(s): Sergio Vásquez | Asistencia: 3.331 espectadores Árbitro(s): Sergio Vásquez |

### Último partido
|       | POR   | Roberto Rojas        |     |
|       | DEF   | Manuel Alvarado      |     |
|       | DEF   | Ramón Ríos           |     |
|       | DEF   | Leonel Herrera       |     |
|       | DEF   | Alfonso Neculñir     |     |
|       | MED   | Jaime Vera           |     |
|       | MED   | Eddio Inostroza      |     |
|       | MED   | Severino Vasconcelos |     |
|       | DEL   | René Houseman        |     |
|       | DEL   | Cristian Saavedra    | 84' |
|       | DEL   | Julio Osorio         | 73' |
| D. T. | D. T. | Pedro García         |     |

|       | POR   | Leonardo Canales          |     |
|       | DEF   | Gastón Cid                |     |
|       | DEF   | Pablo Yoma                |     |
|       | DEF   | Luis Gangas               |     |
|       | DEF   | Atilio Marchioni          |     |
|       | MED   | Gino Valentini            |     |
|       | MED   | Daniel Silva              |     |
|       | MED   | Rubén Espinoza            | 56' |
|       | DEL   | Osvaldo Hurtado           | 56' |
|       | DEL   | Miguel María Michelagnoli |     |
|       | DEL   | Juan Ramón Isasi          |     |
| D. T. | D. T. | Ignacio Prieto            |     |

|  | MED | José Luis Álvarez | 73' |
|  | MED | Alejandro Hisis   | 84' |

|  | DEF | Óscar Arriaza | 56' |
|  | DEL | Juvenal Olmos | 56' |

| 14' · 65' | Pablo Yoma (autogol) Severino Vasconcelos |  |

| Principal | Sergio Vásquez |

|       | POR   | Roberto Rojas        |     |
|       | DEF   | Manuel Alvarado      |     |
|       | DEF   | Ramón Ríos           |     |
|       | DEF   | Leonel Herrera       |     |
|       | DEF   | Alfonso Neculñir     |     |
|       | MED   | Jaime Vera           |     |
|       | MED   | Eddio Inostroza      |     |
|       | MED   | Severino Vasconcelos |     |
|       | DEL   | René Houseman        |     |
|       | DEL   | Cristian Saavedra    | 84' |
|       | DEL   | Julio Osorio         | 73' |
| D. T. | D. T. | Pedro García         |     |

|       | POR   | Leonardo Canales          |     |
|       | DEF   | Gastón Cid                |     |
|       | DEF   | Pablo Yoma                |     |
|       | DEF   | Luis Gangas               |     |
|       | DEF   | Atilio Marchioni          |     |
|       | MED   | Gino Valentini            |     |
|       | MED   | Daniel Silva              |     |
|       | MED   | Rubén Espinoza            | 56' |
|       | DEL   | Osvaldo Hurtado           | 56' |
|       | DEL   | Miguel María Michelagnoli |     |
|       | DEL   | Juan Ramón Isasi          |     |
| D. T. | D. T. | Ignacio Prieto            |     |

|  | MED | José Luis Álvarez | 73' |
|  | MED | Alejandro Hisis   | 84' |

|  | DEF | Óscar Arriaza | 56' |
|  | DEL | Juvenal Olmos | 56' |

| 14' · 65' | Pablo Yoma (autogol) Severino Vasconcelos |  |

| Principal | Sergio Vásquez |

|       | POR   | Roberto Rojas        |     |
|       | DEF   | Manuel Alvarado      |     |
|       | DEF   | Ramón Ríos           |     |
|       | DEF   | Leonel Herrera       |     |
|       | DEF   | Alfonso Neculñir     |     |
|       | MED   | Jaime Vera           |     |
|       | MED   | Eddio Inostroza      |     |
|       | MED   | Severino Vasconcelos |     |
|       | DEL   | René Houseman        |     |
|       | DEL   | Cristian Saavedra    | 84' |
|       | DEL   | Julio Osorio         | 73' |
| D. T. | D. T. | Pedro García         |     |

|       | POR   | Leonardo Canales          |     |
|       | DEF   | Gastón Cid                |     |
|       | DEF   | Pablo Yoma                |     |
|       | DEF   | Luis Gangas               |     |
|       | DEF   | Atilio Marchioni          |     |
|       | MED   | Gino Valentini            |     |
|       | MED   | Daniel Silva              |     |
|       | MED   | Rubén Espinoza            | 56' |
|       | DEL   | Osvaldo Hurtado           | 56' |
|       | DEL   | Miguel María Michelagnoli |     |
|       | DEL   | Juan Ramón Isasi          |     |
| D. T. | D. T. | Ignacio Prieto            |     |

|  | MED | José Luis Álvarez | 73' |
|  | MED | Alejandro Hisis   | 84' |

|  | DEF | Óscar Arriaza | 56' |
|  | DEL | Juvenal Olmos | 56' |

| 14' · 65' | Pablo Yoma (autogol) Severino Vasconcelos |  |

| Principal | Sergio Vásquez |

|       | POR   | Roberto Rojas        |     |
|       | DEF   | Manuel Alvarado      |     |
|       | DEF   | Ramón Ríos           |     |
|       | DEF   | Leonel Herrera       |     |
|       | DEF   | Alfonso Neculñir     |     |
|       | MED   | Jaime Vera           |     |
|       | MED   | Eddio Inostroza      |     |
|       | MED   | Severino Vasconcelos |     |
|       | DEL   | René Houseman        |     |
|       | DEL   | Cristian Saavedra    | 84' |
|       | DEL   | Julio Osorio         | 73' |
| D. T. | D. T. | Pedro García         |     |

|       | POR   | Leonardo Canales          |     |
|       | DEF   | Gastón Cid                |     |
|       | DEF   | Pablo Yoma                |     |
|       | DEF   | Luis Gangas               |     |
|       | DEF   | Atilio Marchioni          |     |
|       | MED   | Gino Valentini            |     |
|       | MED   | Daniel Silva              |     |
|       | MED   | Rubén Espinoza            | 56' |
|       | DEL   | Osvaldo Hurtado           | 56' |
|       | DEL   | Miguel María Michelagnoli |     |
|       | DEL   | Juan Ramón Isasi          |     |
| D. T. | D. T. | Ignacio Prieto            |     |

|  | MED | José Luis Álvarez | 73' |
|  | MED | Alejandro Hisis   | 84' |

|  | DEF | Óscar Arriaza | 56' |
|  | DEL | Juvenal Olmos | 56' |

| 14' · 65' | Pablo Yoma (autogol) Severino Vasconcelos |  |

| Principal | Sergio Vásquez |

## Campeón
| Chile               |
| Colo-Colo 4º título |
|                     |
| Copa Chile          |